# Nikolaï Dementiev
Pour les articles homonymes, voir Dementiev.
Nikolaï Ivanovitch Dementiev (en russe Николай Иванович Дементьев), né en 1907 et mort le 28 octobre 1935, est un poète russe et soviétique.

## Biographie
Nikolaï Dementiev est né dans une famille d'intellectuels. Au début des années 1920, il étudie à l'Institut littéraire et artistique Brioussov (ru), et à la faculté de lettre de l'université de Moscou. Il se marie avec sa condisciple Nadejda Adolf (ru). Il poursuit ensuite sa formation à l'Institut central du travail, et travaille comme mécanicien dans un chantier de construction du combinat chimique de production d'azote Bobrinski. 
Il commence à publier des poèmes en 1924. Ils paraitront dans Krasnaïa nov, Komsomolskaïa pravda, La Jeune garde (ru) («Молодая гвардия»), Novy Mir, et Oktyabr, ainsi que quatre recueils de poésies, dont le dernier posthume. Il fait partie, jusqu'en 1928, du groupe Pereval, et se rapproche ensuite l'Association russe des écrivains prolétariens. 
Il exerce également comme journaliste et écrit de la science-fiction, ainsi que des brochures de vulgarisation, en vers. Il traduit également, avec Edouard Bagritski, Nâzım Hikmet.
Il est arrêté après une tentative de suicide dans un hôtel pour étrangers. Sa femme racontera ensuite, qu'il avait imaginé que la ville avait été prise par les fascistes, et qu'il ne voulait pas se rendre à eux vivant. Il est interné à l'Hôpital psychiatrique Kachtchenko. Quand il en sort, son état psychique continue à se détériorer.
Le 28 octobre 1935, il se suicide en se jetant d'un balcon au 6e étage. 
Il est enterré dans le cimetière de Novodevitchi. À sa mort, Boris Pasternak écrit le poème Mort prématurée.

## Œuvre
L'univers poétique de Nikolaï Dementiev donne une grande place à un lyrisme paysager, dans lequel sont présentes aussi la ville et l'industrie que la nature et la beauté du vivant. Il est en cela proche de Boris Pasternak.
Il est également fasciné par la technique, ce qui s'exprime notamment dans son poème en vers, La naissance de l'atome d'azote. Il sait également, selon M. Svetlov « faire de l'amour pour chaque être humain un état permanent », et montrer comment naissent, dans le creuset des ateliers et des chantiers, les relations humaines socialistes. 
Il est également connu par un poème de son ami Edouard Bagritski, Conversation avec le konsomolets N. Dementiev («Разговор с комсомольцем Н. Дементьевым», (1927) et la réponse qu'il lui adresse.

## Publications

### Recueils
- (ru) Шоссе энтузиастов [« La route des passionnés »],‎ 1930 ;
- (ru) Овладение техникой [« La maîtrise de la technique »],‎ 1933 ;
- (ru) Рассказы в стихах [« Récits en vers »],‎ 1934 ;
- (ru) Избранные стихотворения [« Vers choisis »],‎ 1936 ;
- (ru) Стихотворения [« Poèmes »], Moscou, ГИХЛ,‎ 1959.

### Brochures en vers
- (ru) Рождение атома азота [« La naissance de l'atome d'azote »],‎ 1931-32 ;
- (ru) Город [« La ville »],‎ 1931-32.

### Littérature pour enfants
- (ru) Роальд Амундсен [« Ronald Amundsen »],‎ 1931 ;
- (ru) Самолёт [« L'avion »] (ill. Л. Жолткевич (L. Joltkevitch)), Молодая гвардия,‎ 1931.